# Distante
Distante è un singolo della cantautrice italiana Meg, pubblicato il 2 aprile 2008 come primo estratto dal secondo album in studio Psychodelice.

## Descrizione
La canzone parla ironicamente di immaturità in amore.

## Promozione
Il brano per la sua promozione è stato suonato in vari programmi come Scalo 76, Your Noise e Parla con me.

## Video musicale
Il videoclip, ideato da Umberto Nicoletti, prezioso collaboratore di Meg, nasconde dei ballerini invisibili, i Modulo Project (che inoltre hanno accompagnato meg nel suo tour), di cui si vedono solo le parti del corpo pitturate di fuxia.